# El canto del gallo
Pour plus de détails, voir Fiche technique et Distribution.
El canto del gallo est un film espagnol dramatique sorti en 1955, réalisé par Rafael Gil.

## Synopsis
En Hongrie, pendant la Seconde Guerre mondiale, à une époque où les religieux sont persécutés et assassinés, Gans, commissaire communiste, sauve la vie du père Miller, un ancien camarade de classe. En échange, il l'oblige à renier sa foi catholique et à aller vivre chez une prostituée. Le père Miller continue à s'écarter de sa foi en refusant la confession à un mourant ou en dénonçant un confrère prêtre. Mais il se repent de son comportement, il retourne dans son ancienne paroisse, où il retrouve Gans.

## Fiche technique
- Titre : El canto del gallo
- Réalisation : Rafael Gil
- Scénario : Vicente Escrivá, d'après une nouvelle homonyme de José Antonio Giménez-Arnau (es) publiée en 1954[3]
- Musique : Juan Quintero Muñoz
- Photographie :	Alfredo Fraile (es)
- Montage : José Antonio Rojo (es)
- Durée : 85 minutes[2]
- Pays de production :  Espagne
- Date de sortie : 1955
- Genre : Drame
- Langue : espagnol

## Distribution
- Francisco Rabal : Père Miller
- Jacqueline Pierreux : Elsa
- Gérard Tichy : Gans, commissaire communiste
- Antonio Riquelme : concierge
- Julia Lajos : Carlota
- José Luis Heredia : Père Gruhn, curé
- Alicia Palacios : mère de Pablo
- Félix de Pomés : évêque
- Asunción Balaguer : femme pauvre
- Luis Induni : sergent Lubeck
- José Manuel Martín (es) : prisonnier
- Matilde Muñoz Sampedro (es) : Elena
- Mónica Pastrana : Sœur Ángela
- Carmen Rodríguez : María
- Emilio Sancho : garde du premier tour
- Porfiria Sanchiz
- Francisco Sánchez : garde
- José Villasante : garde du deuxième tour

## Commentaires
Ce film est typique du cinéma religieux réalisé en Espagne dans les années 1950, caractérisé par son idéologie anticommuniste marquée. Il a été tourné après le succès de Murió hace quince años, où Vicente Escrivá et Rafael Gil avaient adapté un roman de José Antonio Giménez-Arnau et avaient employé les mêmes protagonistes que celui-ci : Francisco Rabal et Gérard Tichy.
Le choix du pays dans lequel se déroule le film, la Hongrie dominée par les communistes pendant la Seconde Guerre mondiale, est un peu surprenant, mais cela est dû à la censure du général Franco, qui n'a pas permis que l'action se déroule en Espagne pendant la guerre civile,.

## Récompenses
Gérard Tichy est récompensé comme meilleur acteur étranger dans un film espagnol (Mejor actor extranjero en película española) pour son interprétation de Gans lors de la 11e édition des Premios CEC en 1955.